# الدادس
الدادس (به فرانسوی: Aldudes) یک کمون در فرانسه است که در Canton of Saint-Étienne-de-Baïgorry واقع شده‌است.

## خصوصیات
الدادس ۲۳٫۲۷ کیلومترمربع مساحت و ۳۷۲ نفر جمعیت دارد و ۴۸۵ متر بالاتر از سطح دریا واقع شده‌است.